# Salomon Kaplansky
Salomon Kaplansky (ou encore : Solomon Kaplansky, Schlomo Kaplansky ou Shlomo Kaplansky, né le 7 mars 1884 à Białystok, alors en Pologne, mort le 7 décembre 1950 à Haïfa) est un homme politique sioniste et socialiste.

## Biographie
Il fut l'un des dirigeants du mouvement Poale Zion, depuis Vienne entre 1904 et 1912 (rédacteur en chef depuis 1904 du journal du Poale Zion autrichien, « les Ouvriers juifs », il écrit en 1906 le programme du parti dans son ensemble, puis cofonde en 1907 l'Union mondiale des Poale Zion dont il devient le Secrétaire général), depuis la Palestine entre 1912 et 1919 (où il devint en 1912 Secrétaire général de l'Association Poale Zion, puis de 1913 à 1919 Secrétaire du Bureau général du Keren Kayemeth LeIsrael, rédacteur en 1915 pour l'Internationale socialiste du mémoire « Les Juifs en Guerre » et d'autres écrits), puis de 1920 à 1924 à Londres (où il représente les Poale Zion auprès du Parti travailliste britannique, où il conduit l'effort de propagande sioniste). L'affiliation directe du Poale Zion au Parti travailliste prit fin dès sa première année de présence, et il commença à fonctionner comme parti indépendant dans le pays. Il manifeste au sein de l'Internationale socialiste, où il représente les mouvements Poale Zion, son intérêt particulier pour la colonisation agraire et l'éducation au sionisme. Il collabora par ailleurs avec le Parti travailliste indépendant afin de mettre en place l'Internationale viennoise.
Fin 1924, il retourne en Palestine, où il devint membre de l'exécutif sioniste (responsable des finances et de la comptabilité, membre du directoire du Keren Hayesod, directeur du service de colonisation agraire, et, à partir de 1928, directeur du bureau économique de la Histadrout).
Nommé en 1931, il fut directeur du Technion à Haïfa de 1932 à 1950. Sous sa direction, le Technion évolua en université technologique de type centre-européen.